# Тер-Мартиросян Карен Аветикович
Карен Аветикович (Аветович) Тер-Мартиросян (28 вересня 1922, Тифліс — 19 листопада 2005) — радянський і російський фізик-теоретик, доктор фізико-математичних наук, професор, член-кореспондент РАН (2000).

## Біографія
Карен Аветович Тер-Мартиросян народився в місті Тбілісі (Тифлісі), у вірменській сім'ї. У 1943 р. він закінчив Тбіліський державний університет, у 1945 р. вступив до аспірантури Ленінградського фізико-технічного інституту (ЛФТІ).
Там під керівництвом Якова Ілліча Френкеля в 1949 р. він захистив кандидатську дисертацію і почав працювати в теоретичному відділі ЛФТІ. Вже на самому початку своєї наукової кар'єри, за три роки роботи в ЛФТІ Карен Аветович отримав видатні результати в галузі ядерної фізики.

## Наукова діяльність
У 1952 р. Тер-Мартиросян побудував теорію кулонівського збудження атомних ядер, на основі якої була експериментально виявлена несферичність низки важких ядер. У 1968 р. ці роботи були відзначені Державною премією.
У 1952-1954 рр. Карен Аветович розв’язав квантово-механічну задачу трьох тіл для сил нульового радіуса дії. Отримане ним рівняння (через кілька років узагальнене Л. Д. Фаддєєвим для потенціалів скінченного радіуса) увійшло в світову літературу під ім'ям рівняння Скорнякова — Тер-Мартиросяна.
Новий розквіт наукової діяльності Карена Аветовича почався в 1955 р. після переходу його в Інститут теоретичної та експериментальної фізики (ІТЕФ) в Москві, де в 1957 р. він захистив докторську дисертацію. У ІТЕФ його наукові інтереси під впливом Л. Д. Ландау і І. Я. Померанчука змістилися в бік теорії поля та фізики елементарних частинок.
Спільно з І. Т. Дятловим і В. В. Судаковим розв’язав систему «паркетних» рівнянь квантової електродинаміки — задачу, яку Ландау вважав нерозв'язною. Найбільшу популярність принесли Карену Аветовичу його класичні результати в теорії сильних взаємодій при високих енергіях. Спільно з В. Н. Грибовим і І. Я. Померанчуком він створив теорію точок галуження в площині комплексного кутового моменту, досліджував процеси з мультиреджеонною кінематикою, дав теоретичний опис зростаючих перерізів і побудував теорію критичного і надкритичного померона.
Пізніше він побудував теорію розподілу адронів за множинністю за високих енергій. На її основі була розвинена теорія народження частинок в адрон-адронних і адрон-ядерних зіткненнях за високих енергій. Ця теорія досі є основним феноменологічним підходом до опису адронних взаємодій за високої енергії, природним чином поєднуючись з колом ідей квантової хромодинаміки.
Карен Аветович був засновником та протягом 35 років беззмінним керівником кафедри фізики елементарних частинок МФТІ. Через його руки пройшли сотні молодих фізиків, які стали фахівцями не тільки в галузі фізики ядра і елементарних частинок, але й в інших галузях науки.
Багаторічна подвижницька педагогічна діяльність Карена Аветовича і яскравість його творчої індивідуальності призвели до створення унікальної наукової школи теоретичної фізики.
У 2000 р. був обраний членом-кореспондентом РАН.

## Нагороди
- Орден Трудового Червоного Прапора[3]
- Державної премії СРСР (1968).
- Премія імені І. Я. Померанчука[ru] «...за фундаментальний внесок у квантову механіку і квантову теорію поля» (1999).